# Resolució 1926 del Consell de Seguretat de les Nacions Unides
La Resolució 1926 del Consell de Seguretat de les Nacions Unides, adoptada per unanimitat el 2 de juny de 2010 va decidir que l'elecció per cobrir la vacant de Thomas Buergenthal, magistrat de la Cort Internacional de Justícia (CIJ), tindria lloc el 9 de setembre d'aquest mateix any en sengles sessions del Consell de Seguretat i de la Assemblea General de les Nacions Unides.

## Resolució
La vacant de Thomas Buergenthal es va produir després de la renúncia d'aquest, cinc anys abans de finalitzar el seu mandat,el que va obligar al Consell de Seguretat, d'acord amb el que estableix l'Estatut de la CIJ, a fixar una data per a l'elecció d'un nou membre per a la resta del mandat. La CIJ està composta per 15 membres, cadascun dels quals té un mandat de 9 anys, reelegint-se un terç dels mateixos cada tres anys. Els candidats a ocupar un lloc de magistrat en el CIJ han d'obtenir un mínim del 50% dels vots tant en el Consell de Seguretat com en l'Assemblea General de les Nacions Unides.
Thomas Buergenthal havia estat reanomenat magistrat de la CIJ en 2006, encara que la seva labor com a magistrat va començar en el 2000. Després de la seva renúncia formal, que es faria efectiva el 6 de setembre de 2010, Buergenthal reprendria la seva labor de docent a la Facultat de Dret de la Universitat Harvard.